# Серро-Ель-Кондор
Се́рро-Ель-Ко́ндор (ісп. Cerro El Cóndor) — стратовулкан в аргентинській провінції Катамарка. Висота становить за різними оцінками 6300, 6414 або 6532 м.